# Fons Wijnen
Alphonse Jean Henri (Fons) Wijnen (Lieze (België), 7 juni 1912 – Leende, 7 maart 2001) was een Nederlands Engelandvaarder en militair van de Koninklijke Landmacht.
Wijnen werd geboren in Lieze (Visé) in België, net over de grens bij Maastricht, als oudste uit een gezin van tien kinderen. Hij trouwde en kreeg twee kinderen voor de Tweede Wereldoorlog uitbrak. Na de oorlog kreeg hij nog twee kinderen. In de oorlog vluchtte hij als Engelandvaarder, via Frankrijk en Spanje, naar Groot-Brittannië.
Na de oorlog werd hij tijdens de Indonesische onafhankelijkheidsstrijd drie jaar uitgezonden naar Nederlands-Indië. Hier was hij als majoor van de Koninklijke Landmacht tijdens de Indonesische onafhankelijkheidsstrijd verantwoordelijk voor het Bloedbad van Rawagede. Ondanks de aanbeveling tot vervolging door generaal Spoor aan procureur-generaal H.A. Felderhof, is in 1947 besloten om de verantwoordelijke majoor niet te vervolgen wegens oorlogsmisdaden.
Hij werd bevorderd tot kolonel en aangesteld als bataljonscommandant van de Generaal Majoor de Ruyter van Steveninckkazerne in Oirschot en later als garnizoenscommandant van Eindhoven. Wijnen werd begiftigd met het Kruis van Verdienste (Nederland) en was Officier in de Orde van Oranje-Nassau met de zwaarden.
Wijnen was voorzitter van 'de Sprinkhaan', een kamp voor gehandicapte kinderen.